# Élections régionales de 1959 en Vallée d'Aoste
Les élections pour la IIIe législature Conseil de la Vallée d'Aoste se sont déroulées le 17 mai 1959.
Lors de cette consultation électorale, comme lors de la précédente, fut appliqué un système électoral majoritaire, avec "panachage" ou vote disjoint, qui prévoyait 25 sièges à la liste gagnante et 10 à la seconde.

## Résultats électoraux
| partis                                                                  | voix   | voix (%) | sièges |
| ----------------------------------------------------------------------- | ------ | -------- | ------ |
| "Lion rampant" (PCI - PSI - UV - indépendants)                          | 30 214 | 51,43 %  | 25     |
| Concentration des partis démocratiques (DC - PLI - PSDI - indépendants) | 28 539 | 48,57 %  | 10     |
| Total                                                                   | 58 753 | 100 %    | 35     |

Sources : Ministère de l'Intérieur italien, ISTAT, Institut Cattaneo, Conseil de la Vallée d'Aoste
Pour ces élections, organisées avec le système du vote limité et du "panachage", le chiffre des votes valides correspond au "vote par tête théorique". Ce chiffre, tiré des archives del l''Institut Cattaneo, diffère légèrement de celui donné sur le site du Conseil de la Vallée d'Aoste.

## Sources
- (it) Cet article est partiellement ou en totalité issu de l’article de Wikipédia en italien intitulé « Elezioni regionali in Valle d'Aosta del 1959 » (voir la liste des auteurs).